# Wild Bunch (distribuidora de filmes)
Wild Bunch AG é uma distribuidora de filmes alemã fundada em 1979 originalmente sob a razão social de Senator Film Verleih, que mais tarde se tornou Senator Entertainment AG. O nome Wild Bunch AG vem da empresa francesa Wild Bunch SA, fundada em 2002, que se tornou uma subsidiária da Senator Entertainment em fevereiro de 2015.
A Wild Bunch era também anteriormente uma empresa de vendas internacionais, mas em julho de 2019, a sua divisão de vendas internacionais foi separada numa empresa independente sob o nome Wild Bunch International, que passou a chamar-se Goodfellas em março de 2023, após o fim do contrato de três anos da empresa para utilizar o nome Wild Bunch.
A Wild Bunch International funciona como detentora dos direitos de venda internacionais do Studio Ghibli fora da Ásia e da América do Norte, e desde setembro de 2020, assumiu as funções da Disney para se tornar a distribuidora do Studio Ghibli em França.
A empresa participou das estratégias de distribuição internacional do filme brasileiro Cidade de Deus em 2002.